# الانگ-الانگ، مانداو
الانگ-الانگ، مانداو (به لاتین: Alang-alang, Mandaue) یک منطقهٔ مسکونی در فیلیپین است که در سیبو واقع شده‌است.